# Джеймс Гарріс
Джеймс Гарріс (англ. James Harris; нар. 18 вересня 1991) — американський легкоатлет, який спеціалізується в бігу на короткі дистанції та стрибках у висоту.

## Спортивні досягнення
Чемпіон світу з естафетного бігу 4×400 метрів (2013, виступав у забігу).
Чемпіон Північної і Центральної Америки та країн Карибського басейну з естафетного бігу 4×400 метрів (2015).
Бронзовий призер Панамериканських ігор з естафетного бігу 4×400 метрів (2015).
Бронзовий призер чемпіонату США зі стрибків у висоту (2011). Дворазовий фіналіст чемпіонатів США з бігу на 400 метрів — 5-е місце у 2013 та 7-е місце у 2015.
Переможець Студентського чемпіонату США в приміщенні у стрибках у висоту (2014) з особистим рекордом в кар'єрі — 2,32.